# Oust-Marest
Oust-Marest är en kommun i departementet Somme i regionen Hauts-de-France i norra Frankrike. Kommunen ligger i kantonen Ault som tillhör arrondissementet Abbeville. År 2022 hade Oust-Marest 612 invånare.

## Befolkningsutveckling
Antalet invånare i kommunen Oust-Marest
| Referens: INSEE |